# Rikken Seiyūkai
Rikken Seiyūkai (jap. 立憲政友会 Konstytucyjne Stowarzyszenie Przyjaciół Polityki) – jedna z głównych partii politycznych w przedwojennej Japonii. Powszechnie używano też jej skróconej nazwy Seiyūkai. Partia została założona 15 września 1900 roku przez prorządowych biurokratów oraz frakcję Jiyūtō, która odłączyła się od partii Kenseitō (jap. 憲政党 Kenseitō). Przewodniczącym nowej partii został Hirobumi Itō – jeden z najważniejszych japońskich polityków i trzykrotny już wówczas premier Japonii. 

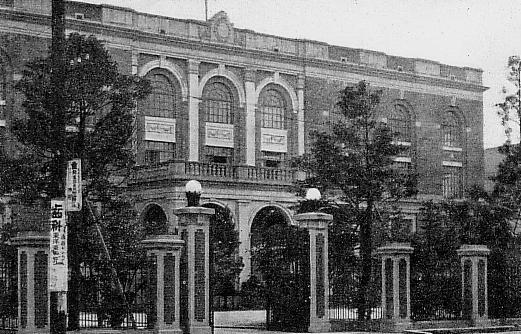
Siedziba Rikken Seiyūkai, około 1930 roku

W latach 1900–1921 Rikken Seiyūkai była najpotężniejszą partią polityczną Japonii. Pomimo że jej członkowie mieli liberalne korzenie, skupiła się na konserwatywnych wartościach. Aby zdobyć jak największe poparcie w wyborach, nie wahała się zrezygnować z niepopularnych reform, a do sukcesu wykorzystać poparcie biurokratów i militarystów. Jej największym przeciwnikiem na scenie politycznej była Rikken Minseitō (jap. 立憲民政党 Konstytucyjna Partia Rządów Demokratycznych). 
W roku 1920 partia osiągnęła szczyt swojej popularności. Po zamordowaniu jej lidera, Takashiego Hary w 1921 roku, wielu jej członków zdecydowało się na odejście, głównie do liberalnej Seiyū Hontō (jap. 政友本党 Prawdziwa Partia Przyjaciół Polityki). Pomimo tego zachowała ona nadal siłę, by sformować samodzielnie piąty z kolei gabinet z generałem Gi’ichi Tanaką jako premierem.
W 1929 roku Seiyūkai musiała oddać władzę głównemu rywalowi – Minseitō, ale po zamachu na nowego premiera Osachiego Hamaguchi i niepodołaniu obowiązkom przez jego następcę Reijirō Wakatsukiego, odzyskała władzę w 1931 roku. Nowy rząd, wyłoniony po wygranych przez Seiyūkai wyborach pod przewodnictwem Tsuyoshiego Inukai, próbował wprowadzić szereg reform w celu ożywienia japońskiej gospodarki, m.in. poprzez wprowadzenie zmiennej stopy jena. Jednak nie dane mu było dokończyć pracy – 15 maja 1932 roku doszło do kolejnego zamachu na premiera, a następstwem tego był kolejny rozłam w partii.
Od 1938 roku politycy, a przede wszystkim Fumimaro Konoe, dążyli do stworzenia nowego systemu (shin-taisei), który zjednoczyłby Japończyków we wspólnym działaniu dla kraju. Wysiłki te nasiliły się w 1940 roku, gdy Konoe ponownie został premierem. W rezultacie wszystkie partie polityczne rozwiązały się i utworzono Stowarzyszenie Wspierania Władzy Cesarskiej (jap. 大政翼賛会 Taisei Yokusankai), z premierem jako jego szefem. Wbrew założeniom nie stało się ono silną partią polityczną, ale biurokratycznym narzędziem indoktrynacji i kontroli społeczeństwa.